# Sigismund Thalberg
Sigismund Thalberg (Ginebra (Suiza), 8 de enero del año 1812-Nápoles, Italia, 27 de abril de 1871) fue un pianista virtuoso y compositor austriaco.

## Familia
Nació en Pâquis, cerca de Ginebra (Suiza), el 8 de enero de 1812. Según su propio relato, era hijo ilegítimo de Moritz, príncipe de Dietrichstein, y de la baronesa Maria Julia Wetzlar von Plankenstern (una ennoblecida familia judía vienesa). Sin embargo, según su partida de nacimiento, era hijo de Joseph Thalberg y Fortunée Stein, ambos de Frankfurt-am-Main.

## Primeros años
Poco se sabe de la infancia y de la temprana juventud de Thalberg. Es posible que su madre lo llevara a Viena a la edad de 10 años (el mismo año en que Franz Liszt, de 10 años, llegó allí con sus padres). Según el relato del propio Thalberg, asistió a la primera interpretación de la 9.ª Sinfonía de Beethoven el 7 de mayo de 1824 en el Kärntnerthortheater.
No hay pruebas sobre los primeros maestros de Thalberg. La baronesa von Wetzlar, su madre, que según Wurzbach se ocupó de su educación durante su infancia y primera juventud, era una brillante pianista aficionada. Por lo tanto, es posible que ella le diera su primera instrucción en el piano. 
En la primavera de 1826, Thalberg estudió con Ignaz Moscheles en Londres. Moscheles, según una carta a Felix Mendelssohn del 14 de agosto de 1836, tenía la impresión de que Thalberg ya había alcanzado un nivel en el que no necesitaría más ayuda para convertirse en un gran artista La primera actuación pública de Thalberg en Londres fue el 17 de mayo de 1826 En Viena, el 6 de abril de 1827, tocó el primer movimiento, y el 6 de mayo de 1827 el Adagio y el Rondo del concierto en si menor de Hummel Después de esto, Thalberg actuó regularmente en Viena. Su repertorio era principalmente clásico, incluyendo conciertos de Hummel y Beethoven. También interpretó música de cámara. En el año 1828 se publicó su Op. 1, una fantasía sobre melodías de Euryanthe de Carl Maria von Weber.  
En 1830, Thalberg conoció a Mendelssohn y Frédéric Chopin en Viena. Sus cartas muestran su opinión de que el principal punto fuerte de Thalberg era su asombrosa habilidad técnica. Se puede encontrar más información en el diario de Clara Wieck, de 10 años de edad, quien había escuchado a Thalberg el 14 de mayo de 1830 en un concierto que dio en el teatro de Leipzig. Había tocado su propio Concierto para piano op.5 y una fantasía propia. Dos días antes, Clara le había tocado el primer solo del 2º Concerto de John Field y, junto a él, el primer movimiento de una Sonata a cuatro manos de Hummel. Su diario, editado por su padre Friedrich Wieck, señala a Thalberg como "muy consumado". Su forma de tocar era clara y precisa, y también muy fuerte y expresiva".
A principios de la década de 1830, Thalberg estudió el contrapunto con Simon Sechter. Como resultado, se pueden encontrar pasajes de canon y fuga en algunas de las fantasías de Thalberg de esta época. Un ejemplo es su Fantasía, Op. 12, sobre melodías de la ópera Norma de Bellini, que contiene un tema de marcha y variaciones (una de ellas un canon), y una fuga sobre un tema lírico. La fantasía se publicó en 1834 y se hizo muy popular; pero recibió algunas críticas en el momento de su publicación, como —por ejemplo— la de Robert Schumann.
Thalberg cambió con éxito su estilo de composición, reduciendo el contrapunto. Varias obras de su nuevo estilo, entre ellas los Deux Airs russes variés Op.17, fueron incluso elogiadas con entusiasmo por Schumann.

## Primeros años como virtuoso
En noviembre de 1835, Thalberg llega a París. Actuó el 16 de noviembre de 1835 en un concierto privado del embajador austriaco, el conde Rudolph Apponyi. El 24 de enero de 1836 participó en un concierto de la "Sociedad de Conciertos del Conservatorio de París", interpretando su Grande fantaisie op.22. Thalberg fue elogiado por muchos de los artistas más destacados, entre ellos Rossini y Meyerbeer.
Chopin no compartía el entusiasmo de sus compañeros. Tras escuchar a Thalberg tocar, en Viena, Chopin escribió: "Toca espléndidamente, pero no es mi hombre. Es más joven que yo y complace a las damas -hace popurrís en La Muette- hace su piano y su forte con el pedal, no con la mano- toma décimas como yo octavas y lleva tacos de camisa de diamantes".

Su debut en el concierto del Conservatorio se produjo en la Revue et Gazette musicale del 31 de enero de 1836, reseñado con entusiasmo por Hector Berlioz. En el Ménestrel del 13 de marzo de 1836 escribió:  
Moscheles, Kalkbrenner, Chopin, Liszt y Herz son y serán siempre para mí grandes artistas, pero Thalberg es el creador de un nuevo arte que no sé cómo comparar con nada que haya existido antes de él... Thalberg no sólo es el primer pianista del mundo, sino también un compositor extremadamente distinguido" .
El 16 de abril de 1836 Thalberg dio su primer concierto en solitario en París, y el éxito fue de nuevo sensacional. Según el diario de Rudolph Apponyi, Thalberg ganó 10.000 francos, una suma que ningún virtuoso había obtenido antes en un solo concierto.
Liszt había oído hablar de los éxitos de Thalberg durante el invierno de 1835-36 en Ginebra, en la primavera de 1836 en Lyon y en París. En su carta a Marie d'Agoult del 29 de abril de 1836, se comparaba con el exiliado Napoleón En una reseña del 8 de enero de 1837, en la Revue et Gazette musicale, Liszt denigró polémicamente las composiciones de Thalberg.
Tras el regreso de Thalberg a París a principios de febrero de 1837, se desarrolló una rivalidad entre él y Liszt. El 4 de febrero, Thalberg escuchó a Liszt tocar en concierto por primera vez en su vida. Thalberg se quedó estupefacto. Mientras que Liszt dio más de una docena de conciertos, Thalberg sólo dio un concierto el 12 de marzo de 1837 en el Conservatorio de París, y otro más el 2 de abril de 1837. Además, el 31 de marzo de 1837, tanto Liszt como Thalberg tocaron en un concierto benéfico para recaudar fondos para los refugiados italianos.
En mayo de 1837, Thalberg dio un concierto en Londres que recibió una crítica entusiasta en la revista The Athenaeum. Su Fantasía op.33 sobre melodías de la ópera Mosè in Egitto de Rossini se convirtió en una de las piezas de concierto más famosas del siglo XIX, y aún fue elogiada por Berlioz en sus Memorias (1869). La fantasía fue publicada a finales de marzo de 1839 y en mayo de 1839 fue estudiada por Clara Wieck, a quien le encantó. En 1848 la fantasía fue interpretada por la hija de Liszt, Blandine.

## Giras por Europa

### Primeros pasos
Tras la estancia de Thalberg en Londres en mayo de 1837, realizó una primera y breve gira, dando conciertos en varias ciudades de Gran Bretaña, pero enfermó y pronto regresó a Viena. En la primavera de 1838 volvió a dar conciertos en París. Una nota en la Revue et Gazette musicale del 4 de marzo de 1838 muestra que la fama de Thalberg había crecido. En esos momentos se le denominaba "el más famoso de nuestros compositores". Thalberg salió de París el 18 de abril de 1838, viajando a Viena, el mismo día en que Liszt daba allí un concierto de caridad en beneficio de las víctimas de una inundación en Hungría. Thalberg invitó a Liszt a cenar, y los dos grandes pianistas cenaron juntos el día 28 con el príncipe Moritz von Dietrichstein, quien dijo a Liszt que estaba encantado de tener a "Castor y Pollux" juntos en su casa. Durante la velada, Thalberg comentó a Liszt con admirable franqueza: "En comparación con usted, nunca he tenido más que un éxito de crítica en Viena". Volvieron a cenar al día siguiente, después del concierto de Liszt del 29 de abril de 1838. Liszt y Thalberg fueron invitados a cenar por Metternich Durante la estancia de Liszt en Viena, Thalberg no actuó en ninguna ocasión.
En octubre de 1838 Thalberg conoció a Robert Schumann. Según el diario de Schumann, Thalberg tocaba de memoria estudios de Chopin, Joseph Christoph Kessler y Ferdinand Hiller. También tocó con gran habilidad e inspiración obras de Beethoven, Schubert y Dussek, así como la Kreisleriana, Op. 16 de Schumann a primera vista. El 27 de noviembre de 1838 Thalberg participó en un concierto benéfico, tocando su nueva Fantasía, Op. 40, sobre melodías de la ópera de Rossini La Donna del Lago. En uno de sus propios "Conciertos de despedida", el 1 de diciembre de 1838, tocó tres de sus Estudios, Op. 26, su Fantasía, Op. 33 sobre Mosè in Egitto y su Souvenir de Beethoven, Op. 39, una fantasía sobre melodías de las sinfonías de Ludwig van Beethoven. Como resultado, en el Neue Zeitschrift für Musik del 8 de marzo de 1839, fue publicada una entusiasta reseña de Schumann sobre el segundo libro de los Estudios de Thalberg, Op. 26, concluyendo: "Es un Dios cuando se sienta al piano". 

### Primera gira
Tras el "Concierto de despedida" de Thalberg en Viena, comenzó su primera gira europea. El 19 y el 21 de diciembre de 1838 dio dos conciertos en Dresde, y actuó dos veces en la Corte. Al recibir los honores del rey de Sajonia, le dijo: "¡Espera a escuchar a Liszt!" En Leipzig dio un concierto el 28 de diciembre de 1838, al que asistió Mendelssohn, quien al día siguiente, en una carta a su hermana Fanny, le transmitió su entusiasmo por la actuación de Thalberg. Mendelssohn se hizo amigo y admirador de Thalberg.
Tras un segundo concierto en Leipzig, el 30 de diciembre de 1838, Thalberg viajó a Berlín para dar una serie de conciertos. A través de Danzig, Mitau y otros lugares, actuó en San Petersburgo, recibiendo excelentes críticas. Desde San Petersburgo se dirigió en un barco de vapor a Londres, donde dio más conciertos. A continuación viajó a Bruselas, para reunirse con su amigo el violinista Charles de Bériot. Allí dio varias actuaciones privadas.
Después de Bruselas, Thalberg llegó a Renania, donde dio una serie de conciertos con Bériot. Regresó a Londres a principios de febrero de 1840, y luego viajó de Londres a París junto con la baronesa Wetzlar, su madre, esperando la llegada de Liszt. 

### Interludio
Thalberg ya había anunciado en diciembre de 1838, durante su estancia en Leipzig, que se tomaría un descanso al final de su gira, y no actuó en ningún concierto durante su estancia en la primavera de 1840 en París.

En esta época, Mendelssohn, tras conocer a Liszt, lo comparó con Thalberg en una carta a su madre:
   Thalberg, con su compostura, y dentro de su esfera más restringida, es más casi perfecto como verdadero virtuoso; y después de todo, éste es el estándar por el que Liszt también debe ser juzgado, ya que sus composiciones son inferiores a su forma de tocar, y, de hecho, están calculadas únicamente para los virtuosos.
Una vez terminada la temporada de conciertos en París, Thalberg viajó como turista por Renania. A principios de junio de 1840 asistió a un festival de música dirigido por Louis Spohr en Aquisgrán. Recibió una invitación de la zarina rusa y actuó en un concierto de la corte en Ems, pero éste fue su único concierto durante su estancia en Renania. Según una nota de la Revue et Gazette musicale del 2 de agosto de 1840, el amigo de Thalberg, el violinista Charles Auguste de Bériot, se casaría dos días después en Ixelles. Su novia era la joven Maria Huber, nacida en Viena, de origen alemán. Era huérfana y había sido adoptada por el príncipe von Dietrichstein, padre de Thalberg. Por lo tanto, es de suponer que Thalberg quería participar en la celebración de la boda. En sus anteriores visitas a Renania sólo quería relajarse. También dio clases al hijo de Bériot, el pianista Charles-Wilfrid de Bériot.
En la Revue et Gazette musicale del 9 de mayo de 1841, apareció un ensayo de Fétis, "Etudes d'exécution transcendente", en el que se elogiaba a Liszt por un nuevo estilo de composición que había sido estimulado por el desafío de Thalberg. En cartas a Fétis del 17 de mayo de 1841 y a Simon Löwy del 20 de mayo de 1841, Liszt se muestra de acuerdo con este análisis.

### 1840–1848
Thalberg actuó en Bruselas en otoño de 1840 y luego viajó a Frankfurt-am-Main, donde permaneció hasta enero de 1841. Se había anunciado que Thalberg volvería a dar conciertos en París en la primavera de 1841, pero cambió sus planes. En Fráncfort sólo participó en un concierto de beneficencia el 15 de enero de 1841, interpretando sus fantasías sobre La Donna del Lago y Les Huguenots. Estaba ocupado componiendo nuevas obras; su Segunda Fantasía de Don Giovanni op.42 y la Fantasía op.51 sobre la Semiramide de Rossini datan de esta época.
En la segunda quincena de enero de 1841, Thalberg viajó de Fráncfort a Weimar, donde actuó tres veces en la corte del Gran Duque y también en el Teatro. A continuación se dirigió a Leipzig, donde visitó a Mendelssohn y Schumann. El 8 de febrero de 1841 dio un concierto como solista en Leipzig, reseñado con entusiasmo por Schumann, tocando su Segunda Fantasía de Don Giovanni op.42, su Andante final de Lucia di Lammermoor , op.44, su Thême et Etude op.45 y su Capricho op.46 sobre melodías de La Sonnambula de Bellini.

Clara Schumann anotó en su diario
   El lunes Thalberg nos visitó y tocó para el deleite de mi piano. No existe un mecanismo más logrado que el suyo, y muchos de sus efectos pianísticos deben entusiasmar a los entendidos. No falla ni una sola nota, sus pasajes pueden compararse con hileras de perlas, sus octavas son las más bellas que jamás he escuchado.
Horsley, alumno de Mendelssohn, escribió sobre el encuentro de su maestro con Thalberg:
   Éramos un trío, y después de la cena Mendelssohn le preguntó a Thalberg si había escrito algo nuevo, tras lo cual Thalberg se sentó al piano y tocó su Fantasía de la "Sonnambula" ... Al final hay varias carreras de Octavas Cromáticas, que en ese momento no se habían escuchado antes, y de cuyos peculiares pasajes Thalberg fue sin duda el inventor. Mendelssohn quedó muy impresionado por el novedoso efecto producido, y admiró enormemente su ingenio... me dijo que estuviera con él al día siguiente por la tarde a las dos. Cuando llegué a la puerta de su estudio, le oí tocar para sí mismo y practicar continuamente el pasaje que tanto le había impresionado el día anterior. Esperé al menos media hora escuchando con asombro la facilidad con la que aplicaba sus propios pensamientos a la ingeniosidad del mecanismo de Thalberg, y luego entré en la habitación. Se rió y dijo: "Escucha esto, ¿no es casi como Thalberg?".
Tras su estancia en Leipzig, Thalberg dio conciertos en Breslau y Varsovia. A continuación, viajó a Viena, donde ofreció dos exitosos conciertos. En una reseña publicada en el Leipziger Allgemeine musikalische Zeitung, Thalberg fue descrito como el único rival de Liszt.
En el invierno de 1841-1842, Thalberg dio conciertos en Italia, mientras que Liszt, desde finales de diciembre de 1841 hasta principios de marzo de 1842, dio una serie de conciertos en Berlín. Thalberg igualó los éxitos de Liszt en Berlín. Luego regresó vía Marsella, Toulon y Dijon, llegando el 11 de abril de 1842 a París. Al día siguiente dio su primer concierto, y el 21 de abril el segundo. Según un relato de Berlioz, Thalberg ganó  12.000 francos en su primer concierto y 13.000 francos en el segundo. Los conciertos fueron reseñados en la Revue et Gazette musicale por Henri Blanchard, quien dos años antes, en su reseña del concierto de Liszt del 20 de abril de 1840, había nombrado a Thalberg el César, Octavio o Napoleón del piano. En la primavera de 1842, Blanchard alcanzó nuevos superlativos que incluso superaban los anteriores. En su reseña del segundo concierto de Thalberg escribió: "Thalberg sería canonizado dentro de 100 años, y todos los pianistas venideros serían invocados con el nombre de Santo Thalberg". Según el relato de Berlioz, al final del segundo concierto de Thalberg se lanzó una corona de oro al escenario.
Además de sus propios conciertos, Thalberg participó en un concierto de Emile Prudent. A continuación, viajó, pasando por Bruselas, a Londres. Más tarde, en 1842, Thalberg fue condecorado con la Cruz de la Legión de Honor francesa y viajó a Viena, donde permaneció hasta el otoño de 1842. En la segunda quincena de noviembre, hasta el 12 de diciembre de 1842, realizó una nueva gira por Gran Bretaña, y en enero de 1843 regresó a París. A finales de marzo de 1843 actuó en un concierto privado de Pierre Erard, pero esta fue su única aparición en concierto durante esa temporada.
 

En marzo de 1843 Heinrich Heine escribió sobre Thalberg:
   Su actuación es tan caballerosa, tan enteramente sin ninguna actuación forzada del genio, tan enteramente sin ese conocido descaro que hace que una pobre se cubra por su propia seguridad. Las mujeres sanas le adoran. También las mujeres enfermas, aunque no les despierte simpatía con ataques epilépticos al piano, aunque no juegue con sus nervios exagerados y delicados, aunque no las electrice ni las galvanice.
En el invierno de 1843-44 Thalberg volvió a dar conciertos en Italia. A finales de marzo de 1844 regresó a París, donde al mismo tiempo también se esperaba a Liszt. Liszt llegó el 8 de abril y dio el 16 de abril un primer concierto, en el que interpretó su fantasía Norma, publicada poco antes. Al componer su fantasía, Liszt le había puesto muchos efectos de Thalberg. En sus últimos años, le dijo a August Göllerich, uno de sus alumnos:
Cuando conocí a Thalberg, le dije: 'Aquí lo he copiado todo de usted'. "Sí", me contestó, "hay pasajes de Thalberg que son realmente indecentes".
Poco después del concierto de Liszt del 11 de mayo de 1844, Thalberg abandonó París. Viajó a Londres y dio un concierto el 28 de mayo de 1844. En otro concierto en Londres, tocó un concierto para tres pianos de J. S. Bach, junto con Moscheles y Mendelssohn y participó en un concierto de Jules Benedict. En agosto de 1844 regresó a París, donde permaneció hasta 1845. Durante el invierno de 1844-45 impartió un curso de piano para alumnos seleccionados en el Conservatorio de París. El 2 de abril de 1845 dio un concierto en París, interpretando sus fantasías op.63 sobre El Barbero de Sevilla de Rossini, op.67 sobre Don Pasquale de Donizetti y op.52 sobre La Muette de Portici de Auber, así como su Marche funèbre variée op.59 y la Barcarolle op.60.
En la primavera de 1848, en Viena, Liszt volvió a encontrarse con Thalberg. El 3 de mayo de 1848, Thalberg dio un concierto benéfico al que Liszt asistió. Según el relato de su alumno Nepomuk Dunkl, Liszt estaba sentado en el escenario, escuchando atentamente y aplaudiendo a rabiar. Hacía once años que había escuchado por primera vez la interpretación de su rival.  

## Conciertos en América
El 22 de julio de 1843, Thalberg se casó con Francesca ("Cecchina"), la hija mayor de Luigi Lablache, primer bajo del Théâtre des Italiens de París. Thalberg se fue con su esposa a Italia, donde permanecieron durante el invierno de 1843-44. 
En 1855, tras el fracaso de las óperas Florinda y Cristina di Svezia, Thalberg hizo realidad su ambición de dar conciertos en América. De julio a diciembre de 1855 actuó con un éxito abrumador en Río de Janeiro y Buenos Aires. Regresó a Europa, pero tras una estancia de varios meses en París se embarcó en el vapor África hacia América del Norte, donde llegó el 3 de octubre de 1856 a Nueva York. Tras el debut de Thalberg allí, el 10 de noviembre de 1856, se produjo un maratón de actuaciones, durante el cual pasó ocho meses dando conciertos 5 o 6 días a la semana. A veces daba dos o incluso tres conciertos al día. Los domingos, por lo general, sólo se permitían los conciertos si presentaban "música sacra", pero varias veces Thalberg actuó de todos modos, tocando piezas como su fantasía sobre Mosè in Egitto, o su fantasía Huguenots con el coral "Ein feste Burg ist unser Gott" como tema principal. Su Andante op. 32 y la Marche funèbre varié op. 59 también fueron permitidas.
La primera temporada estadounidense de Thalberg terminó con un concierto el 29 de julio de 1857 en Saratoga Springs, Nueva York. El 15 de septiembre de 1857 dio otro concierto en Nueva York, iniciando su segunda temporada. Con muy pocos parones estuvo ocupado hasta su último concierto el 12 de junio de 1858, en Peoria, Illinois. Para entonces había visitado casi 80 ciudades y dado más de 320 conciertos regulares en Estados Unidos y 20 conciertos en Canadá. Además, dio al menos veinte conciertos gratuitos para muchos miles de escolares. Thalberg también ofreció una serie de matinés para solistas en Nueva York y Boston en los que interpretó obras propias y música de cámara. A partir de 1857, el violinista Henri Vieuxtemps realizó una gira con Thalberg. Tocaron obras de Beethoven y dúos compuestos por Thalberg.
El éxito financiero de Thalberg en estas giras fue inmenso. Ganó una media de unos 500 dólares por concierto y probablemente ganó más de 150.000 dólares durante sus dos temporadas, el equivalente a unos 3 millones de dólares de hoy en día. Gran parte de su atractivo en estas giras era su personalidad sin pretensiones y sin complejos; no recurría a trucos publicitarios ni a trucos baratos para atraer al público, sino que ofrecía interpretaciones magníficamente pulidas de sus propias composiciones, que ya eran bien conocidas en Estados Unidos. Al levantarse del piano, era siempre el mismo caballero de mediana edad, respetable y dueño de sí mismo, que era en la mesa de su hotel. Tocó obras de Beethoven, entre ellas las sonatas op. 27 n.º 2 ("Claro de luna") y op.26 ("Marcha fúnebre"), así como los primeros movimientos del Tercer y Quinto Conciertos para piano. Su cadenza del tercer concierto de Beethoven fue muy admirada. También tocó obras de Bach, Chopin, Hummel, Mendelssohn y otros compositores. La New-York Musical Review and Gazette del 24 de julio de 1858 escribió
   Thalberg (...) cerró de forma bastante inesperada lo que ha sido una carrera de lo más brillante - completamente exitosa, musicalmente, dando al talentoso y genial artista abundancia tanto de fama como de dinero. Probablemente no hay ningún otro virtuoso, ya sea con el instrumento o con la voz (exceptuando a Liszt), que haya podido suscitar una parte del entusiasmo, o reunir un fragmento de los dólares, que Thalberg ha suscitado y reunido.
El "cierre inesperado" se refería al anuncio en junio de 1858 en Chicago de que Thalberg haría sólo una de las tres apariciones programadas antes de regresar inmediatamente a Europa. De hecho, Thalberg ni siquiera actuó en ese concierto, sino que se marchó muy apresuradamente. Su mujer había llegado de Europa, a raíz de las informaciones que apuntaban a que Thalberg había mantenido una relación extramatrimonia, lo que provocó una mayor confusión cuando la cantante de ópera Zare Thalberg debutó en el Covent Garden en 1875. Había sido una de sus alumnas, pero se la identificó erróneamente como su hija.  

## Últimos años
Se desconoce la verdadera razón por la que Francesca Thalberg se marchó a América en junio de 1858 y poco después, junto con su marido, regresó precipitadamente a Europa. La muerte del suegro de Thalberg, Lablache, el 23 de enero de 1858, podría ser una razón. Otra posibilidad es que se pensara en legitimar a Thalberg para que pudiera suceder a su padre, el príncipe Franz Joseph von Dietrichstein.
Hay informes no confirmados de que, tras su regreso a Europa, Thalberg se instaló en Posillipo, cerca de Nápoles, en una villa que había pertenecido a Lablache. En cambio, es cierto que vivió en el viale Calascione n. 5 en la sección Pizzofalcone de la ciudad de Nápoles, no lejos de la escuela militar de élite La Nunziatella. La residencia de Thalberg en Via Calascione 5 está confirmada por la placa del edificio y un monumento a Thalberg en el patio.
Durante los cuatro años siguientes, Thalberg vivió allí en silencio. En la primavera de 1862 volvió a dar conciertos en París y Londres y tuvo tanto éxito como siempre. Tras una última gira por Brasil en 1863 puso fin a su carrera. Propuso tener un puesto como profesor de piano en el conservatorio de Nápoles, pero fue rechazado ya que era necesaria la nacionalidad italiana. Un año después recibió una oferta del mismo conservatorio que rechazó. La afirmación de Vitale de que publicó ediciones instructivas del "Clave bien templado" de J. S. Bach y del "Gradus ad Parnassum" de Muzio Clementi ha sido rebatida recientemente por Chiara Bertoglio. Cuando murió, el 27 de abril de 1871, dejó una colección de muchos cientos de autógrafos de compositores famosos, entre ellos Bach, Haendel, Mozart, Haydn, Beethoven, Schubert y otros, incluso Liszt. La colección se vendió tras la muerte de Thalberg. Está enterrado en el cementerio Nuovo de Nápoles (Italia), en la sección Doganella de Nápoles.

## Compositor

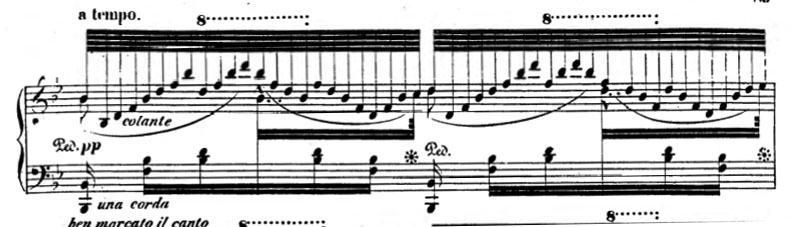
Extracto de la fantasía de Moise de Sigismond Thalberg. Un ejemplo del estilo virtuoso de Thalberg para la composición pianística.

Thalberg fue uno de los más famosos y exitosos compositores de piano del siglo XIX. En las décadas de 1830 y 1840, su estilo fue una fuerza importante en la interpretación pianística europea. Estaba muy de moda y fue imitado por otros. En 1852, Wilhelm von Lenz escribió
A decir verdad, la forma de tocar el piano en la actualidad consiste en Thalberg simple, Thalberg enmendado y Thalberg exagerado; si se rasca lo que está escrito para el piano, se encontrará a Thalberg
Diez años más tarde, en 1862, un corresponsal en Londres de la Revue et gazette musicale escribió
Nadie, de hecho, ha sido tan imitado; su manera ha sido parodiada, exagerada, retorcida, torturada, y puede que a todos nos haya ocurrido más de una vez maldecir esta escuela thalbergiana.
A finales del siglo XIX, la fama de Thalberg había llegado a depender de su asociación con una única técnica pianística, el "efecto de tres manos". Carl Friedrich Weitzmann, en su Geschichte des Klavierspiels (1879), escribió al respecto.
Sus piezas de bravura, fantasías sobre melodías de Mosè y La donna del lago de Rossini, sobre motivos de Norma de Bellini y sobre canciones populares rusas, se hicieron extraordinariamente populares por su propia y brillante ejecución; sin embargo, tratan sus temas siempre de una misma manera, [a saber] (...) dejar que los tonos de una melodía sean tocados en la octava media del teclado ahora por el pulgar de la mano derecha, ahora de la mano izquierda, mientras el resto de los dedos ejecutan arpegios llenando todo el rango del teclado.
El siguiente ejemplo de la fantasía Mosè, aparentemente escrito después de 1836, es típico del estilo de interpretación de Thalberg.
A finales del siglo XIX, Thalberg sólo era conocido como el "viejo arpegio"; sus innovaciones musicales no eran reconocidas o habían sido olvidadas. Otros se vieron tentados por el éxito de las obras de Thalberg para inundar el mundo musical con imitaciones hasta la saciedad.

## Thalberg y Zamora
Aunque Thalberg nunca actuó en España, es archiconocido en Zamora por su Marcha Fúnebre para piano, op. 59. Dicha pieza, cuyo arreglo para banda fue introducida en la ciudad por Inocencio Haedo Ganza a inicios del siglo XX, es un himno de su Semana Santa y de toda Zamora. Esta pieza se toca a partir de la procesión de la Cofradía de Jesús Nazareno, que sale por las calles de la ciudad el Viernes Santo a las cinco de la mañana.